# フォード・フィエスタWRC
フィエスタWRC（フィエスタ ダブリューアールシー、Fiesta World Rallycar）は、Mスポーツによって開発されたワールドラリーカー。2017年から世界ラリー選手権に参戦する。2017年型フォード・フィエスタをベース車両としており、2011年シーズンから2016年シーズンにかけて参戦したフォード・フィエスタ RS WRCの後継モデルとして開発された。

## 戦績
フィエスタWRCはデビュー戦である2017年のラリー・モンテカルロで優勝するなどはやくから成果を上げ、初年度に5勝を挙げた（セバスチャン・オジェ/ジュリアン・イングラシアが2勝、オット・タナク/マルティン・ヤルベオヤが2勝、エルフィン・エヴァンス/ダニエル・バリットが1勝）。オジェとイングラシアはドライバーズ/コドライバーズ選手権において5度目のタイトルを獲得し、Mスポーツは2007年以来となるマニファクチャラーズタイトルを獲得した。
2018年からは、フォードがセミワークス支援を行うものの、タナク/ヤルヴェオヤの離脱とリソース不足から前年ほどの戦闘力はなく、Mスポーツはマニュファクチャラーズ選手権を放棄してオジェ/イングラシア組一強体制を敷いた。中盤ではヒュンダイのティエリー・ヌービル/ニコラ・ジルソウルとトヨタのタナク/ヤルヴェオヤの後塵を拝したが、粘り強い走りでオジェ/イングラシアは6年連続のチャンピオンに輝いた。
2019年は、オジェ/イングラシアも離脱したが、エヴァンス/スコット・マーティン組がツール・ド・コルスの最終SSまでトップを快走するなど、マシンの速さが本物であることを証明している。
2020年は、テーム・スニネン/ヤルモ・レーティネン組がエースへと昇格した。ラリー・メキシコではチームメイトがアクシデントに見舞われる中で、最後まで完走し、表彰台に立った。

## 世界ラリー選手権における成績

### 獲得したタイトル
| 年   | タイトル                                            | 競技者                   | 出走数 | 勝利数 | 表彰台数 | ポイント |
| ---- | --------------------------------------------------- | ------------------------ | ------ | ------ | -------- | -------- |
| 2017 | FIA世界ラリー選手権ドライバーズチャンピオン         | セバスチャン・オジェ     | 13     | 2      | 9        | 232      |
| 2017 | FIA世界ラリー選手権コドライバーズチャンピオン       | ジュリアン・イングラシア | 13     | 2      | 9        | 232      |
| 2017 | FIA世界ラリー選手権マニファクチャラーズチャンピオン | MスポーツWRT             | 39     | 5      | 19       | 428      |

### 優勝したラリー
| 年   | No. | イベント名                           | 路面       | ドライバー             | コドライバー             | エントラント           |
| ---- | --- | ------------------------------------ | ---------- | ---------------------- | ------------------------ | ---------------------- |
| 2017 | 1   | ラリー・オートモービル・モンテカルロ | 混合       | セバスチャン・オジェ   | ジュリアン・イングラシア | MスポーツWRT           |
| 2017 | 2   | ラリー・ド・ポルトガル               | グラベル   | セバスチャン・オジェ   | ジュリアン・イングラシア | MスポーツWRT           |
| 2017 | 3   | ラリー・イタリア・サルデーニャ       | グラベル   | オット・タナク         | マルティン・ヤルベオヤ   | MスポーツWRT           |
| 2017 | 4   | ADACラリー・ドイチュラント           | ターマック | オット・タナク         | マルティン・ヤルベオヤ   | MスポーツWRT           |
| 2017 | 5   | ウェールズ・ラリーGB                 | グラベル   | エルフィン・エヴァンス | ダニエル・バリット       | MスポーツWRT           |
| 2018 | 6   | ラリー・オートモービル・モンテカルロ | 混合       | セバスチャン・オジェ   | ジュリアン・イングラシア | Mスポーツ・フォードWRT |
| 2018 | 7   | ラリー・メキシコ                     | グラベル   | セバスチャン・オジェ   | ジュリアン・イングラシア | Mスポーツ・フォードWRT |
| 2018 | 8   | ツール・ド・コルス                   | ターマック | セバスチャン・オジェ   | ジュリアン・イングラシア | Mスポーツ・フォードWRT |